# Ennealophus boliviensis
Ennealophus boliviensis là một loài thực vật có hoa trong họ Diên vĩ. Loài này được (Baker) Ravenna miêu tả khoa học đầu tiên năm 1977.